# Parc Sinebrychoff

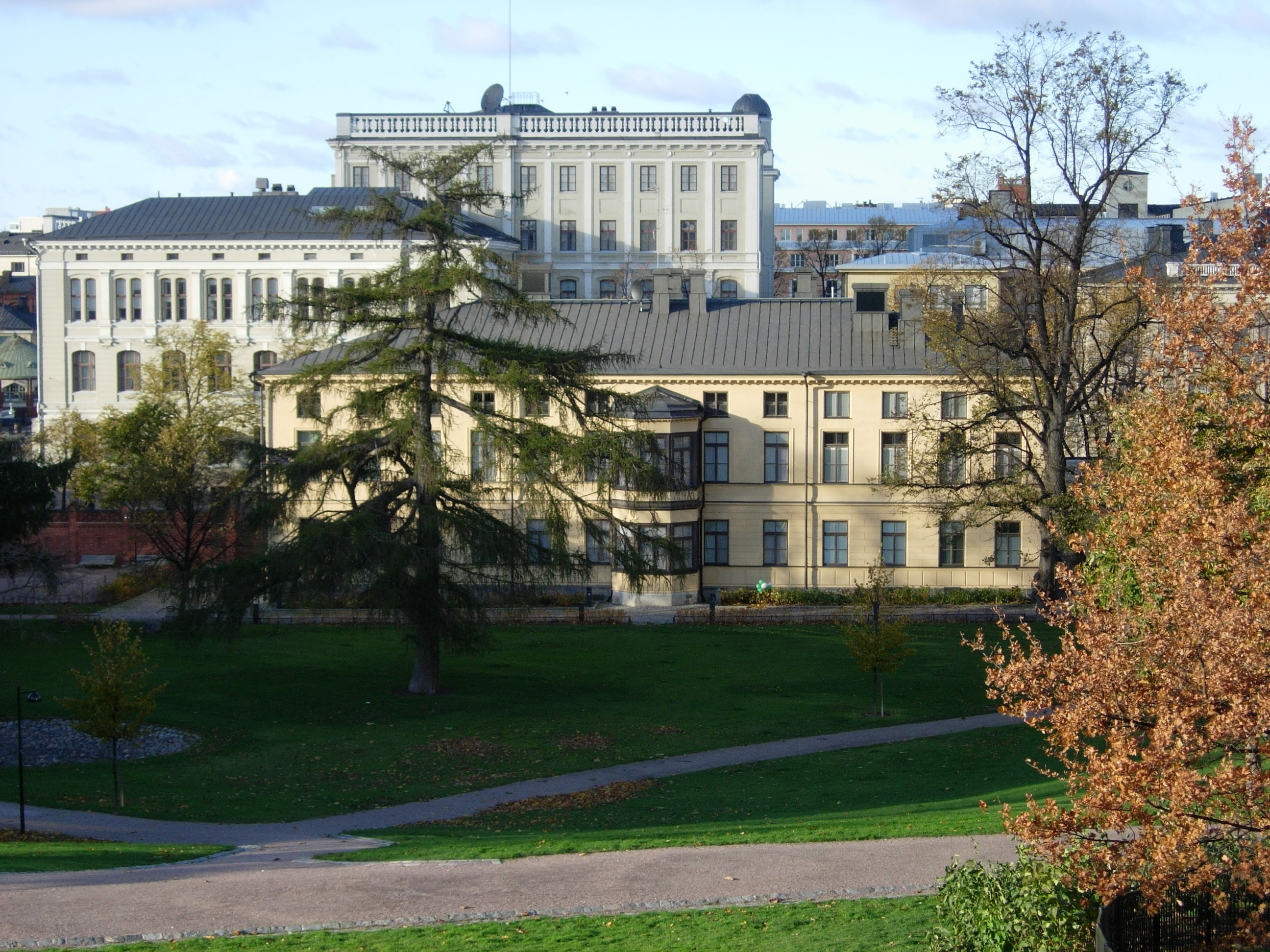
Le Parc Sinebrychoff, au fond le Musée Sinebrychoff et derrière Metropolia.

Le parc Sinebrychoff (en finnois : Sinebrychoffin puisto) est un parc situé à proximité de Hietalahti dans le quartier de  Punavuori d’Helsinki en Finlande. 

## Description
Le Parc est installé sur une partie du terrain de l’ancienne brasserie Sinebrychoff qui fonctionna de 1819 à 1992. Les Sinebrychoff achètent en 1819 un grand terrain au sud de Hietalahdentori pour y construire une brasserie de bière. Les bâtiments industriels sont construits sur la partie proche de Hietalahdenranta et le reste est aménagé en parc. Bien que ce parc soit privé il est ouvert au public en 1835 et il devient bientôt l'un des lieux favoris de promenade pour les habitants d'Helsinki. Le parc est aménagé en jardin à l'anglaise. Les artistes peintres comme Magnus von Wright y peignent des paysages.
Dans les années 1930 la société Sinebrychoff projette de vendre la plus grande partie du parc en terrains à construire. Un plan d'urbanisme est alors conçu selon lequel il ne serait resté que la partie attenante au Boulevardi.